# ナーズの復讐III ナーズ軍団、最終決戦!
『ナーズの復讐III ナーズ軍団、最終決戦!』（Revenge of the Nerds III: The Next Generation）は、1992年のアメリカ合衆国のコメディテレビ映画。ロバート・キャラダイン、テッド・マッギンレー、カーティス・アームストロング、ジュリア・モンゴメリー、モートン・ダウニー・Jr出演。1984年公開の『ナーズの復讐』シリーズの第3作。また本作には第1作目のスタンリー・ゲイブルを始めとする、過去作の登場人物が再登場し、ギルバートなどを除いてオリジナルの俳優が演じている。

## ストーリー
かつてアダムス大学内で大きな勢力を持っていた体育会系によるかっこつけフラタニティ「アルファ・ベータ」から蔑まれ、除け者にされていたナーズ達だが、当時の学生ルイス・スコルニックがナーズのフラタニティ「ラムダ・ラムダ・ラムダ」を創立して戦い、アルファ・ベータへの復讐に成功。その結果勢力図が逆転し、現在のアダムス大学は体育館が改築されコンピューター・サイエンス・センターになったりと、ナーズ達の楽園と呼んでいいほど著しい変化を遂げている。
そんなナーズにとって夢のような大学への入学を望む2人、ルイスの甥であるハロルドと友人のアイラ・ポーパスが胸を躍らせ大学へ向かう途中、アルファ・ベータに所属していた大学OBで卒業後警官になったディーン・スタンリー・ゲイブルに止められる。彼はラムダ・ラムダ・ラムダに復讐された上、恋人だったベティまでルイスに取られたことを根に持ち、ナーズなら誰でも止めて何かしらの罪で捕まえようとしていた。だがハロルド達はナーズならではの知恵を働かせ、スタンの追及を回避する。そのころアダムス大学OBで理事も務めたことがある富豪のオーリン・プライスは、大学名にちなんで名付けた息子のアダムに自らが帝王学を学んだ大学の素晴らしさを語りながら、自分の母校にアダムも入学させるため大学を見学しに来ていた。しかしオーリンは、ナーズで溢れすっかり変わってしまった大学を目にして愕然とする。その2人を尻目に、ハロルドとアイラは話どおりの楽園を見て喜びに浸る。一方、大学卒業後コンピューター・サイエンスの主任教授となったルイスは、ベティと結婚して現在豪邸に2人で暮らしている。順風満帆な人生を送っているルイスだが過去のコンプレックスの影響で、ベティと暮らし始めてから見た目を変えてナーズの仕草も隠し、垢抜けた人物を装い続けていた。家に訪ねてきたハロルドとアイラからラムダ・ラムダ・ラムダに入る予定だと聞かされても他のフラタニティを勧めるなど、2人にナーズとして生きていくことを思いとどまらせようとするルイスに、ありのままのルイスを好きになったベティも少し困惑気味だった。
翌日ハロルドとアイラは入会しにラムダ・ラムダ・ラムダの寮を訪ね、会長のマルコム・ペニントン三世に寮を案内してもらう傍ら、イギリスの留学生トレヴァー・ガルフや大学新聞編集者のスティーヴ・トヨタ、温室で野菜を育てているこだわり派シェフのメイソンらを紹介される。ラムダ・ラムダ・ラムダを知らないオーリンはその立派な寮を素通りし、ハロルドと共にアルファ・ベータの寮を探す。オーリンたちは寮を見つけるがそのボロさに再び驚き、勧誘担当のボボ・ピーターソンに話を聞く。寮の内部を見たオーリンが、かつての栄光が陰も形もなくなっていることに怒りを覚えているところにスタンが現れ、彼もまたこの状況を嘆かわしく思っていると話す。オーリンとスタンはアルファ・ベータのメンバーを鼓舞し、ナーズをいじめていた昔のように戻すためにナーズを貶める計画を考える。手始めにオーリンは、プライス家が大学へ多額の寄付をしていることに理事会で言及し、大学の秩序を取り戻すため学生部長の交代を提案。そして彼はその新しい学生部長に同じくナーズへの憎しみを持つスタンを推薦し、理事会がこれを了承する。こうしてオーリンとスタンは共謀してナーズを追いつめていく。アルファ・ベータの嫌がらせを受けたラムダ・ラムダ・ラムダは、ルイスに復讐についての相談をするが彼は乗り気でない様子だった。そこで、ハロルド達はルイスの友人で卒業後弁護士になったダドリー・”ブガー”・ドーソンに連絡し、事態の改善を図る。

## キャスト
※括弧内は日本語吹替
- ルイス・”ルー”・スコルニック - ロバート・キャラダイン（江原正士）
- ディーン・スタンリー・ゲイブル - テッド・マッギンレー（英語版）（井上和彦）
- ダドリー・”ブガー”・ドーソン - カーティス・アームストロング（千葉繁）
- ベティ・スコルニック - ジュリア・モンゴメリー（英語版）（井上喜久子）
- ハロルド・スコルニック - グレッグ・ビンクレイ（英語版）（中原茂）
- アイラ・ポーパス - リチャード・イスラエル（松野太紀）
- オーリン・プライス - モートン・ダウニー・Jr（英語版）（青野武）
- トレヴァー・ガルフ - ジョン・ピネット（英語版）（桜井敏治）
- メイソン - グラント・ヘスロヴ（飛田展男）
- スティーヴ・トヨタ - ヘンリー・チョー（英語版）（荒川太郎）
- ボボ・ピーターソン - マーク・クレイマン
- マルコム・ペニントン三世 - シャイ・マクブライド（星野充昭）
- アジータ・クルー - K・T・ヴォグト
- アダム・プライス - ティム・コンロン（英語版）
- ジュディ - ローレル・モグレン
- 判事 - ローレンス・ウルフ（稲葉実）
- U・N・ジェファーソン - バーニー・ケイシー（星野充昭）
- ルイスの父親 - ジェームズ・クロムウェル（峰恵研）
- ラマール - ラリー・B・スコット（英語版）（荒川太郎）
- タカシ - ブライアン・トチ
- クローデット - ミシェル・マシスン（英語版）
- ルース - ジェニファー・バッシー（英語版）
- ギルバート - マイク・グリーンウッド（辻親八）
- クラレンス - クランシー・ブラウン（辻親八）

## スタッフ
- 監督：ローランド・メサ
- 脚本：スティーヴ・ザカリアス、ジェフ・ブハイ
- キャラクター創造：ティム・メトカーフ、ミゲル・テハダ＝フロレス、スティーヴ・ザカリアス、ジェフ・ブハイ
- 製作：ロバート・エンゲルマン、スティーヴ・ザカリアス
- 製作総指揮：ジェフ・ブハイ
- 撮影監督：ゾーラン・ホフスタッター
- プロダクションデザイナー：ミック・ストローン
- 編集：セス・ゲイヴン
- 音楽：ギャリー・シャイマン（英語版）
- 衣裳デザイン：スティーヴ・ザカリアス

日本語版スタッフ
- 吹替翻訳：新村一成